# سيفيم تيكيلي
سيفيم تيكيلي (22 كانون الأول 1924 - 16 كانون الأول 2019) كانت أستاذة بارزة في تاريخ العلوم في تركيا.

## الحياة المبكرة والتعليم
ولدت سيفيم تيكيلي في إزمير عام 1924. تلقت تعليمها الابتدائي في مدن مختلفة من تركيا ،  حيث كان والدها عثمان نوري تكلي يعمل حاكمًا في محافظات مختلفة. وهي خريجة مدرسة البنات الأمريكية الثانوية في أوسكودار [الإنجليزية].
حصلت على درجة البكالوريوس في الفلسفة من جامعة أنقرة. انجذبت إلى تاريخ العلوم أثناء دراستها الجامعية تحت تأثير آيدن سايلي.

## المسيرة الأكاديمية
بدأت سيفيم تيكيلي حياتها المهنية كمساعد باحث للأستاذ الدكتور أيدين سايلي في قسم الفلسفة بجامعة أنقرة عام 1952.

## الأعمال
تركز أعمال سيفيم تكيلي بشكل أساسي على تاريخ علم الفلك العثماني، وخاصة على ما درسه عالم الفلك الشهير تقي الدين.
عندما بدأت البروفيسورة تيكيلي دراستها للدكتوراه، كان من الصعب جدًا العثور على أي دراسة أو مواد علمية في تركيا تتعلق بتاريخ العلوم العثمانية. لقد قررت التغلب على مثل هذه المشاكل. في النهاية، تغلبت تيكيلي على كل هذه التحديات وأكملت أطروحتها للدكتوراه، "مقارنة أدوات المراقبة لناصر الدين الطوسي، وتيكو براهي، وتقي الدين"، تحت إشراف أيدين سايلي في عام 1956. وقد نشرت أطروحتها للدكتوراه والتي قارنت فيها بين ناصر الدين الطوسي وتيكو براهي وتقي الدين من حيث أدوات المراقبة التي استخدموها لاحقًا بنفس العنوان.
كانت مهتمة أيضًا بتطور المساعي العلمية في أوروبا الغربية في القرن السابع عشر، وأيضًا بمقارنة التطورات في روسيا في ذلك الوقت وفي الإمبراطورية العثمانية من حيث الأنشطة والإنجازات العلمية. كما بحثت في آثار الدولة العثمانية على عصر النهضة. وقد قامت بشكل خاص بتحليل الأسباب وراء تفوق وقيادة الإمبراطورية العثمانية في العالم الإسلامي في بداية القرن السابع عشر.
وواصلت أبحاثها حول تقي الدين ونشرت كتاباً آخر بعنوان "ألمع النجوم في صناعة الساعات الميكانيكية" والذي استند إلى أطروحتها الجامعية. وفي هذا الكتاب كشفت أن تقي الدين كان من أهم علماء الفلك في القرن السادس عشر. ولها أيضًا دراسات تتعلق بخريطة بيري رئيس ومحيي الدين. كانت من أوائل العلماء الأتراك الذين اكتشفوا أنشطة علم الفلك في عهد العثمانيين.

### المقالات
فيما يلي بعض مقالاتها:
- (1970). مقالة العرضي حول جودة الملاحظات . أراشيتيرما 8.
- (1980). أدوات الرصد في مرصد إسطنبول . وقائع الندوة الدولية حول المراصد في الإسلام ، ص 113. 33,43.
- (1985). خريطة أمريكا بقلم بيري ريس . قاموس جديد للسيرة العلمية.
- (2008). الخجندي، أبو محمود حامد بن الخضر . القاموس الكامل للسيرة العلمية .
- (2008). بيري رئيس (أو رئيس)، محيي الدين . القاموس الكامل للسيرة العلمية .
- (2008). محيي الدين المغربي . القاموس الكامل للسيرة العلمية .

### الكتب
(1975). هل هناك تأثير لبيزنطة في نشأة العلم الحديث؟، الطبعة الأولى، أنقرة: دار نشر كاليتة.
(1985). أقدم خريطة لليابان رسمها التركي محمود الكاشغري، وخريطة أمريكا الأقدم التي رسمها الأميرال التركي بيري ريس بالاعتماد على خريطة كريستوفر كولومبوس، أنقرة: مركز أتاتورك الثقافي.
(2002). الساعات في الدولة العثمانية في القرن السادس عشر، وكتاب تقي الدين "ألمع النجوم في صناعة الساعات الميكانيكية"، الطبعة الثانية، أنقرة: وزارة الثقافة التركية.
تيكيلي سيفيم وآخرون (2007). مدخل إلى تاريخ العلم، أنقرة: دار نشر نوبل.